# NGC 5420
إن جي سي 5420 (بالألمانية: NGC 5420) التي يرمز لها بالرمز NGC 5420، هي مجرة، في كوكبة العذراء.

## الاكتشاف
اكتشفت في 6 يونيو 1885، بواسطة Francis Preserved Leavenworth.